# Śnieżka białorzytna
Śnieżka białorzytna (Onychostruthus taczanowskii) – gatunek małego ptaka z rodziny wróbli (Passeridae). Występuje od Himalajów i Tybetu po północno-środkowe Chiny.
Systematyka
Jest jedynym przedstawicielem rodzaju Onychostruthus (wcześniej zaliczano ją do rodzaju Montifringilla lub Pyrgilauda). Nazwa gatunkowa została nadana na cześć polskiego ornitologa Władysława Taczanowskiego, autora m.in. Ornithology of Peru (1884–86). Jest to gatunek monotypowy.
Morfologia
Długość 15–17 cm, masa ciała 29–36 g.
Status
IUCN uznaje śnieżkę białorzytną za gatunek najmniejszej troski (LC, Least Concern) nieprzerwanie od 1988 roku. Liczebność światowej populacji nie została oszacowana, w 1999 roku ptak ten opisywany był jako pospolity bądź lokalnie pospolity. Trend liczebności populacji uznawany jest za stabilny.